# Busto Arsizio
Busto Arsizio (Büsti Gràndi im lokalen westlombardischen Dialekt) ist eine italienische Gemeinde (comune) in der Provinz Varese in der Region Lombardei.

## Geographie

Gemeinde Busto Arsizio in der Provinz Varese

Die Gemeinde liegt zwischen Mailand (35 km südöstlich) und dem Südende des Lago Maggiore bei Sesto Calende (etwa 30 km nordwestlich). Sie bedeckt eine Fläche von 30,27 km². Zu Busto Arsizio gehören die Ortschaften Borsano und Sacconsago. Die Nachbargemeinden sind Cassano Magnago, Castellanza, Dairago (MI), Fagnano Olona, Gallarate, Legnano (MI), Magnago (MI), Olgiate Olona und Samarate.

## Geschichte
Der Ort Busto Arsizio, der in den Statuten der Straßen und Gewässer des Grafschaft Mailand als zur Pieve von Olgiate Olona gehörig erwähnt wird, gehörte zu den Gemeinden, die zur Instandhaltung der Straße von Rho beitrugen (1346). Im 15. Jahrhundert war Busto vom Herzog von Mailand abhängig. Im Jahr 1408 bat der Pfarrer von Seprio, Benedetto da Marano, zusammen mit der Gemeinde und den Einwohnern von Busto Arsizio den Herzog von Mailand um Hilfe, weil er von Facino Cane bedroht wurde, der Seprio in Besitz nehmen wollte.
In den Registern des Estimo (Grundbuch) des Herzogtums Mailand von 1558 und den nachfolgenden Aktualisierungen im 18. Jahrhundert wird Busto Arsizio zur Pieve von Dairago gerechnet. Im 17. Jahrhundert zählt der Bericht von Ambrosio Oppizzone Busto Arsizio zu den Gemeinden der Pieve von Gallarate, die den Salzzensus entrichteten. Der Anteil von Busto betrug 450 staia (1634). Nach den Antworten auf 45 Fragen des zweiten Volkszählungsrates im Jahr 1751 war die Gemeinde den Grafen Carlo und Camillo Marliani als Lehen unterstellt, an die sie jährlich 100 kaiserliche Lire zahlte. Die Justiz wurde vom feudalen Podestà Carlo Luvino ausgeübt, der im Gemeindegebiet wohnen musste und 300 Lire erhielt, wenn er einen akademischen Titel besaß, ansonsten 250 Lire. Die Konsuln der Gemeinde legten einen Eid sowohl auf den Podestà als auch auf den Vikar von Seprio ab, die jeweils ihre eigenen Beamten und Räte hatten.
Die Gemeinde von Busto war in drei Provinzen registriert, nämlich in der von Gallarate in Bezug auf das Tagebuch und die Kammer, in der von Gallarate in Bezug auf die Volkszählung der Gemeinde und in der von Dairago in Bezug auf das Perticato; von all diesen blieb sie völlig unzusammenhängend und bildete eine eigene Gemeinde und hatte einen eigenen Provinzbürgermeister. Busto Arsizio war in fünf Gemeinden unterteilt, die jeweils eigene Beamte hatten und mit ihnen getrennte Räte abhielten. Jede Gemeinde wählte entsprechend der zugeteilten Salzmenge ihre Beamten. Das heißt, die größte Gemeinde wählte zwei Superintendenten und zehn Ratsmitglieder, und am Ende eines jeden Jahres wurden die Superintendenten und zwei Ratsmitglieder ausgetauscht. Von den anderen vier Gemeinden verfügten zwei über zwei Abgeordnete und vier Ratsmitglieder und wählten diese bei der Festsetzung der Steuern. Die beiden anderen kleineren Gemeinden hatten jeweils zwei Abgeordnete und zwei Ratsmitglieder, die jedes Jahr gewählt wurden.
Wenn allgemeine Angelegenheiten zu behandeln waren, wurde der Generalrat gebildet, in dem alle oben genannten Superintendenten, Stellvertreter und Räte anwesend waren. Die Superintendenten der größten Gemeinde waren die Vertreter der gesamten Generalität. Der Kanzler wohnte in der Gemeinde und kümmerte sich um die öffentlichen Unterlagen. Die alten Dokumente wurden im Archiv in einem Raum der Gemeinde aufbewahrt; das Gehalt, das die fünf Gemeinden an den Kanzler zahlten, betrug 715 Lire und 5 Soldi.

## Bevölkerung
| Jahr      | 1861   | 1881   | 1901   | 1921   | 1951   | 1971   | 1981   | 1991   | 2001   | 2011   | 2021   |
| Einwohner | 15.720 | 17.113 | 24.291 | 33.742 | 52.607 | 78.601 | 79.728 | 77.094 | 75.916 | 79.692 | 83.121 |

## Verkehr
Es gibt zwei Bahnhöfe, den Bahnhof Busto Arsizio an der Bahnstrecke Domodossola–Mailand und den weiter südwestlich gelegenen Bahnhof Busto Arsizio Nord.
An der Autostrada A8 (Autostrada dei Laghi), die nordöstlich an der Stadt vorbeiführt, gibt es eine Anschlussstelle Busto Arsizio.
Der Flughafen Mailand-Malpensa liegt 11 Kilometer westlich und kann mit dem Malpensa Express vom Bahnhof Busto Arsizio Nord erreicht werden.

## Sehenswürdigkeiten
- Wallfahrtskirche Santa Maria di Piazza (16. Jahrhundert)[2]
- Basilika San Giovanni Battista (17. Jahrhundert)
- Propsteikirche San Michele Arcangelo (erwähnt im 14. Jahrhundert, heutiger Bau aus dem 17. Jahrhundert)
- Kirche San Rocco (1706/1713)
- Kirche San Gregorio Magno in Camposanto (1632/1659)
- Kirche Madonna in Veroncora (erwähnt seit 1639)
- Kirche San Bernardino (1663/1667)
- Kirche Sant’Antonio abate (1363)
- Kirche Madonna in Campagna (1702/1704)
- Palast Marliani-Cicogna
- Alte Kirche Santi Apostoli Pietro e Paolo im Ortsteil Sacconago, genannt „chiesa vecchia“ (1708/1724)
- Kirche Beata Vergine delle Grazie (1710/1714)
- Kirche Sant’Antonio da Padova im Ortsteil Borsano, (1717/1719)
- Kirche Madonna in Prato (16. Jahrhundert)
- Wallfahrtskirche Sacro Cuore di Gesù oder „chiesa dei Frati“ (seit 1899)
- Betkapelle San Carlo Borromeo
- Museo del tessile
- Pala Piantanida
- Civiche Raccolte d’Arte di Palazzo Marliani Cicogna
- Molini Marzoli Massari[3].

## Städtepartnerschaften
- Domodossola, Italien
- Épinay-sur-Seine, Frankreich
- Nakfa, Eritrea

## Söhne und Töchter
- Juliana Puricelli (1427–1501), Äbtissin
- Luigi Tosi (1763–1845), Geistlicher
- Eugenio Tosi (1864–1929), Erzbischof von Mailand
- Felice Galazzi (1882–1949), Radrennfahrer
- Michele Mara (1903–1986), Radrennfahrer
- Silvio Luoni (1920–1982), Erzbischof und Diplomat
- Luigi Casola (1921–2009), Radrennfahrer
- Francesco Forte (1929–2022), Politiker
- Pier Giacomo Grampa (* 1936), römisch-katholischer Altbischof von Lugano
- Roberto Busti (* 1940), römisch-katholischer Altbischof von Mantua
- Mina (* 1940), Sängerin
- Uto Ughi (* 1944), Violinist
- Alberto Della Torre (* 1945), Radrennfahrer
- Francesco Speroni (* 1946), Politiker
- Valerio Lualdi (* 1951), Radrennfahrer
- Umberto Pelizzari (* 1965), Apnoetaucher
- Max De Aloe (* 1968), Jazzmusiker
- Daniele Crosta (* 1970), Fechter
- Simone Paganini (* 1972), Theologe
- Cristian Stellini (* 1974), Fußballspieler
- Simona Premazzi (* 1975), Jazzmusikerin
- Isabella Tovaglieri (* 1987), Politikerin
- Sara Bertolasi (* 1988), Ruderin
- Roberto Marcora (* 1989), Tennisspieler
- Arianna Castiglioni (* 1997), Schwimmerin
- Matteo Gabbia (* 1999), Fußballspieler
- Mattia Bellucci (* 2001), Tennisspieler

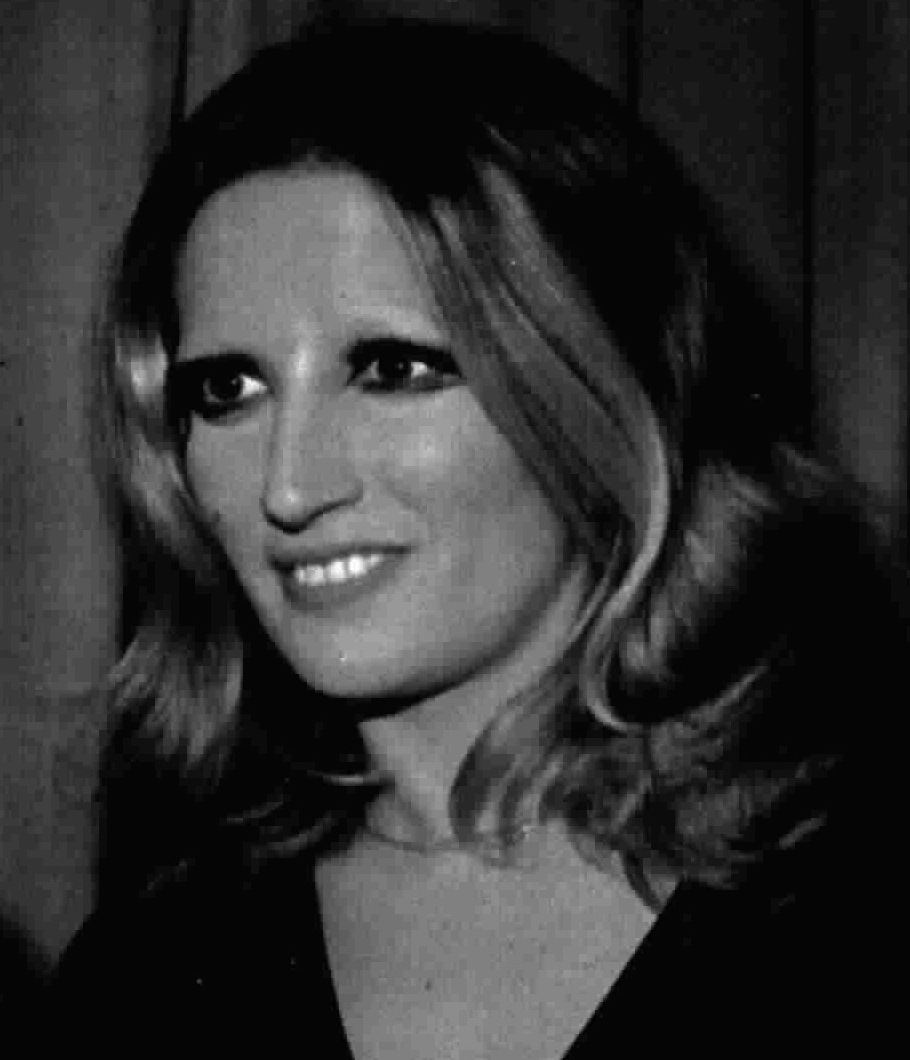
Mina Mazzini
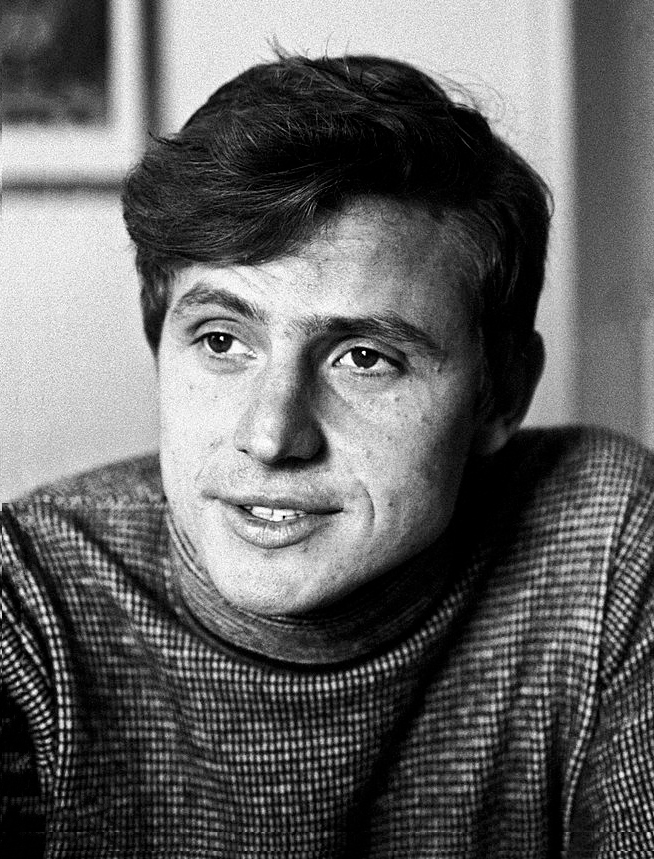
Uto Ughi
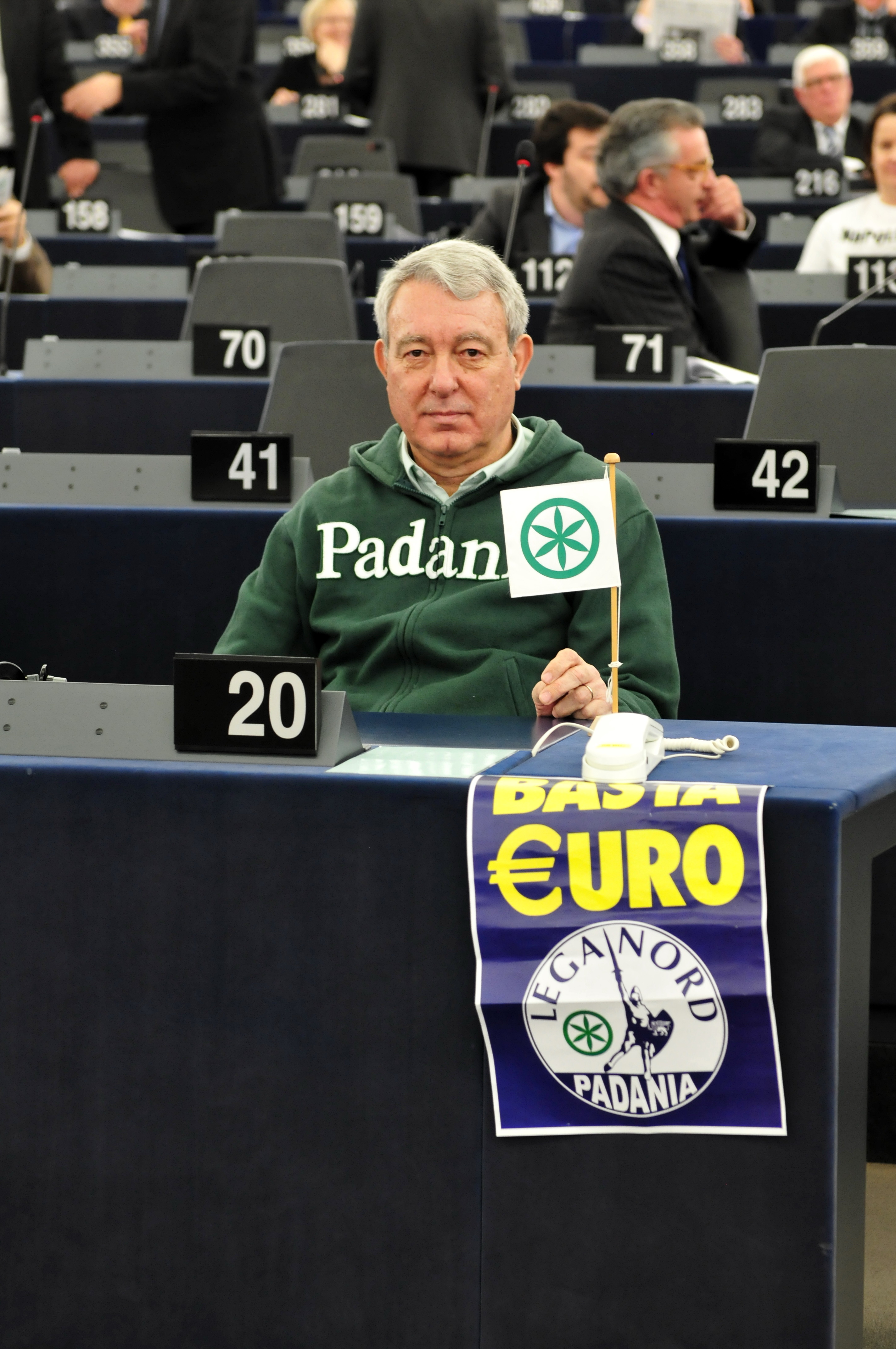
Francesco Speroni
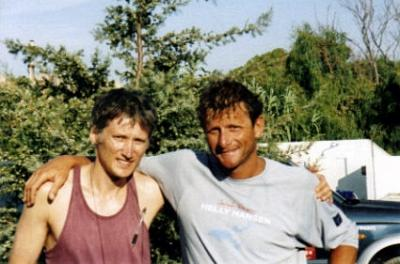
Umberto Pelizzari (rechts)
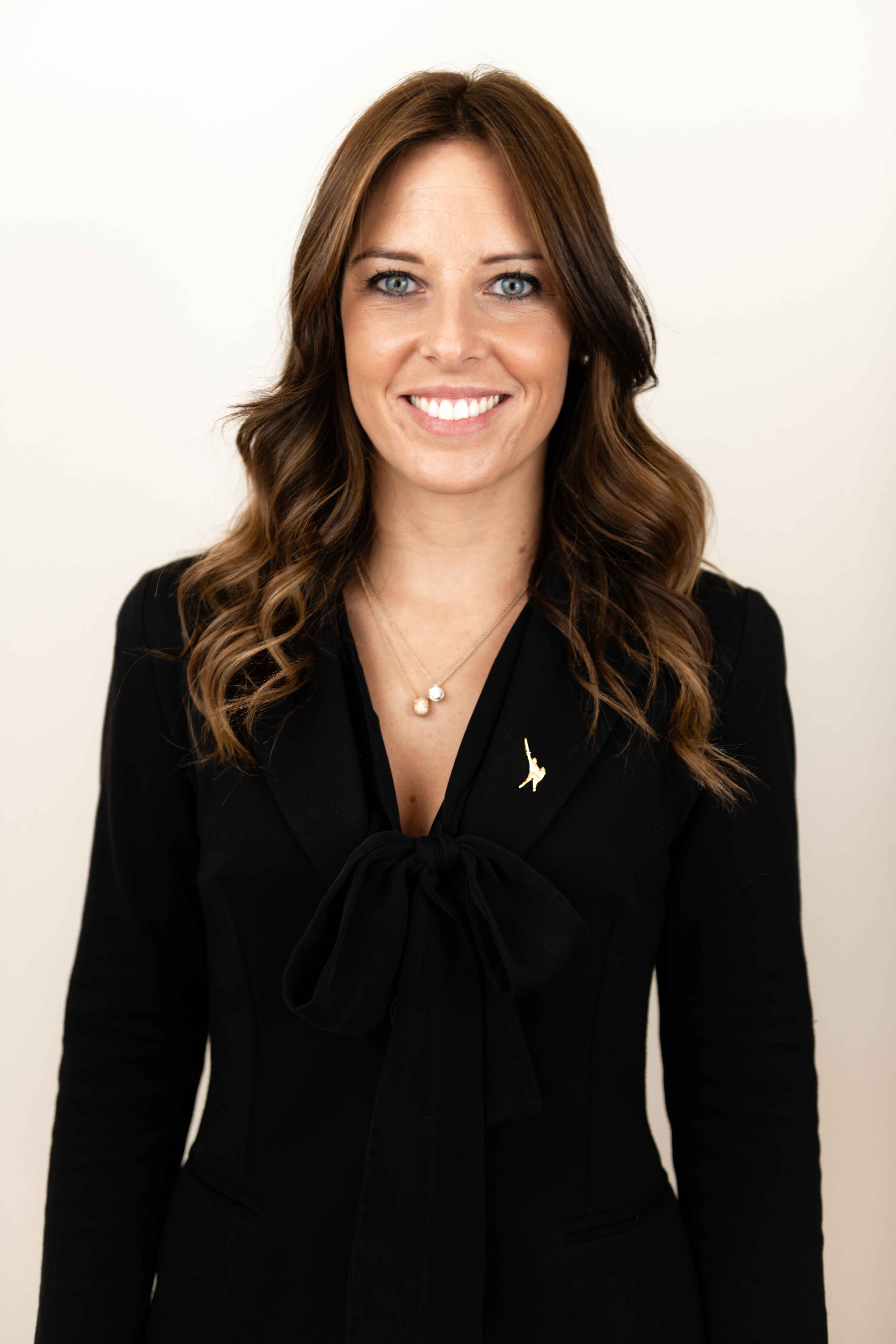
Isabella Tovaglieri
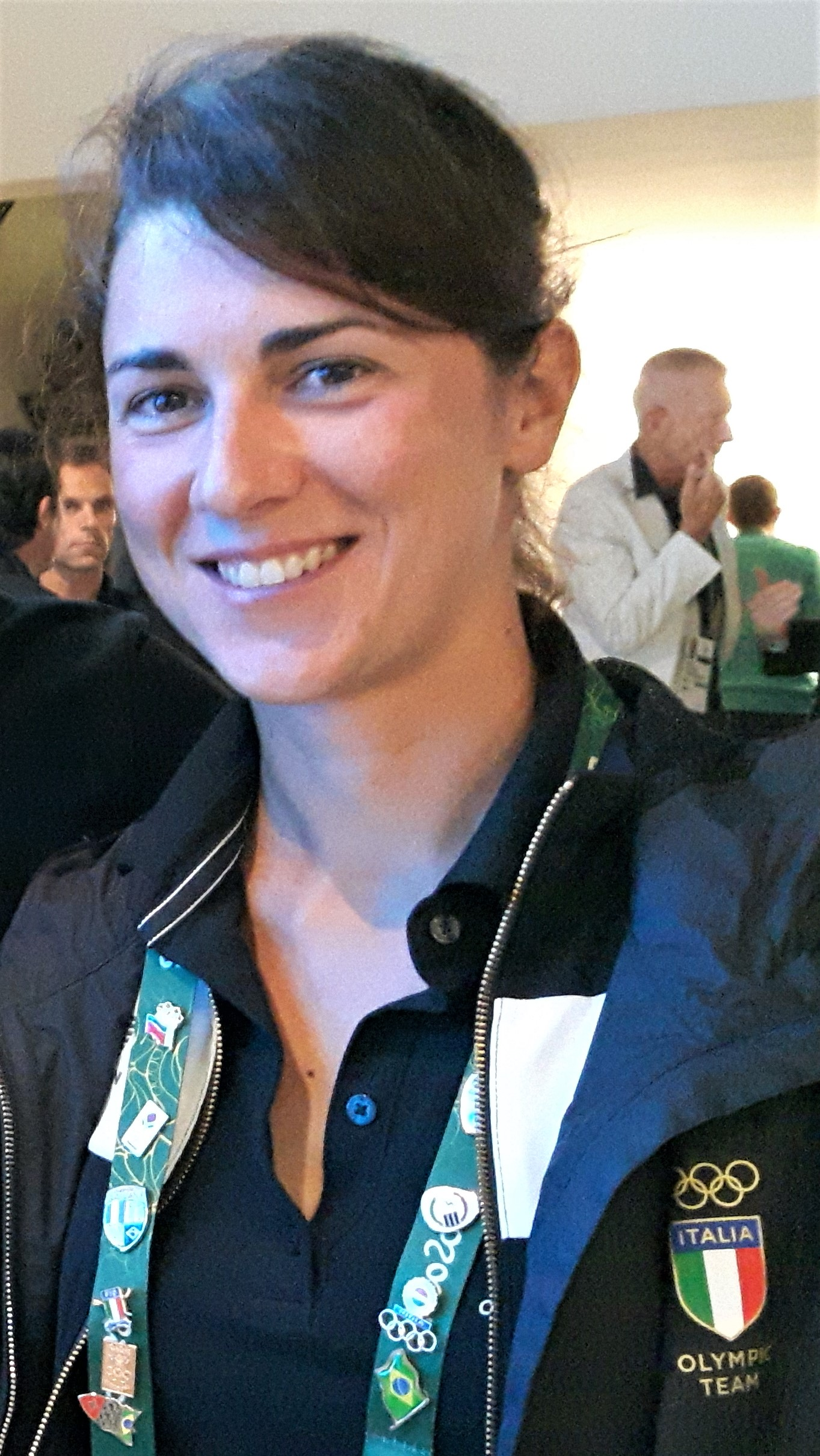
Sara Bertolasi
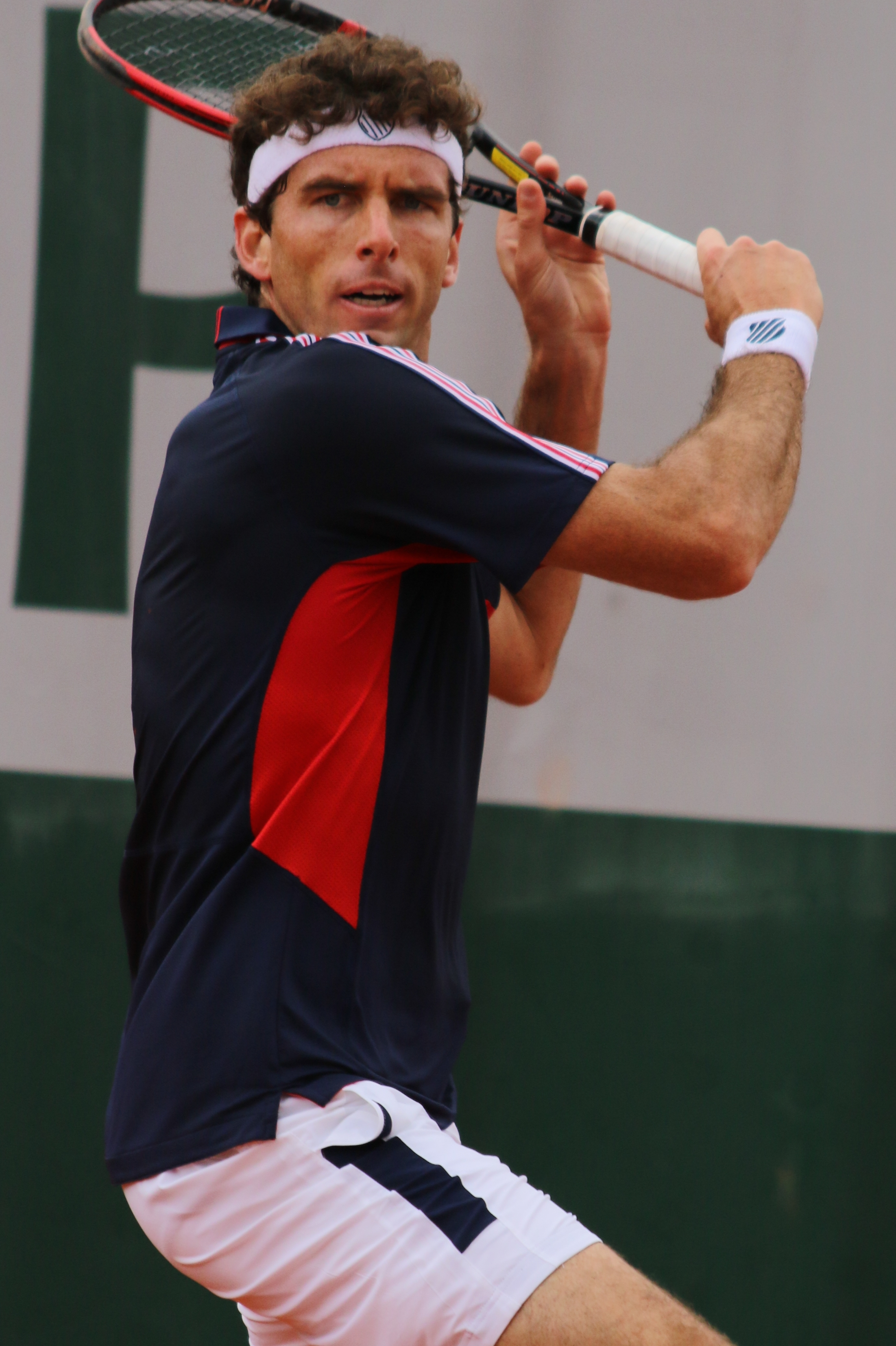
Roberto Marcora
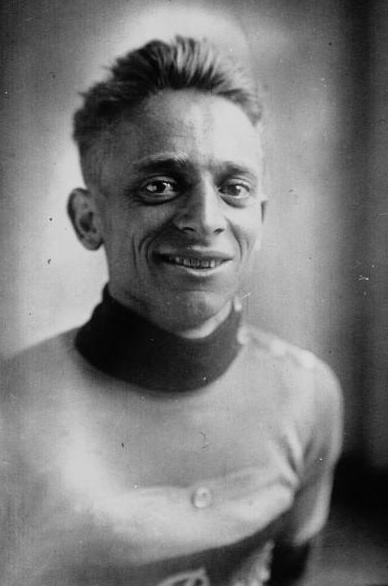
Michele Mara
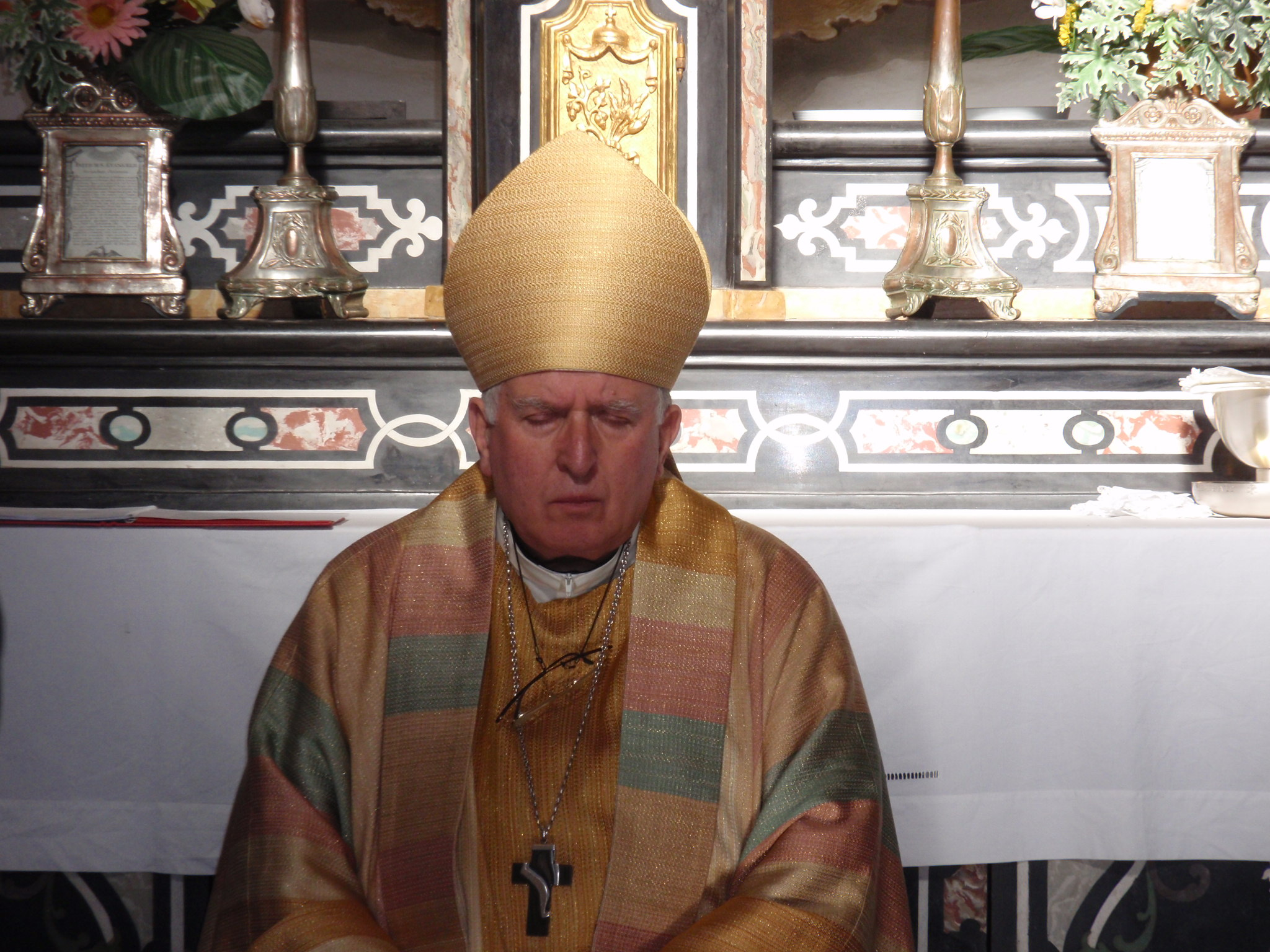
Bischof Pier Giacomo Grampa

## Bilder

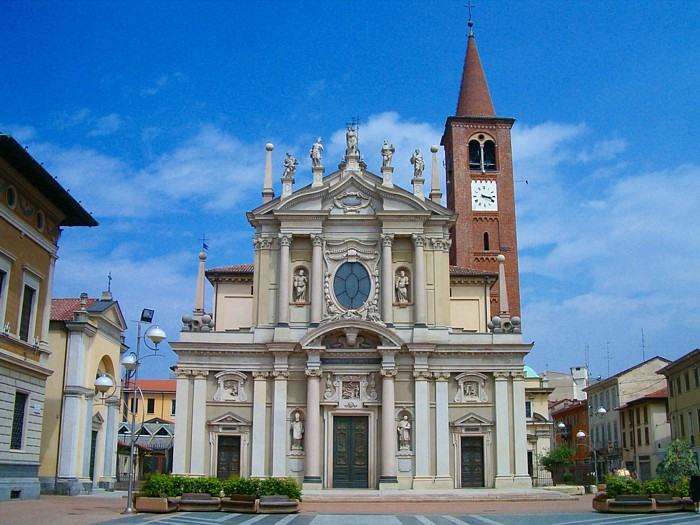
Basilika San Giovanni Battista
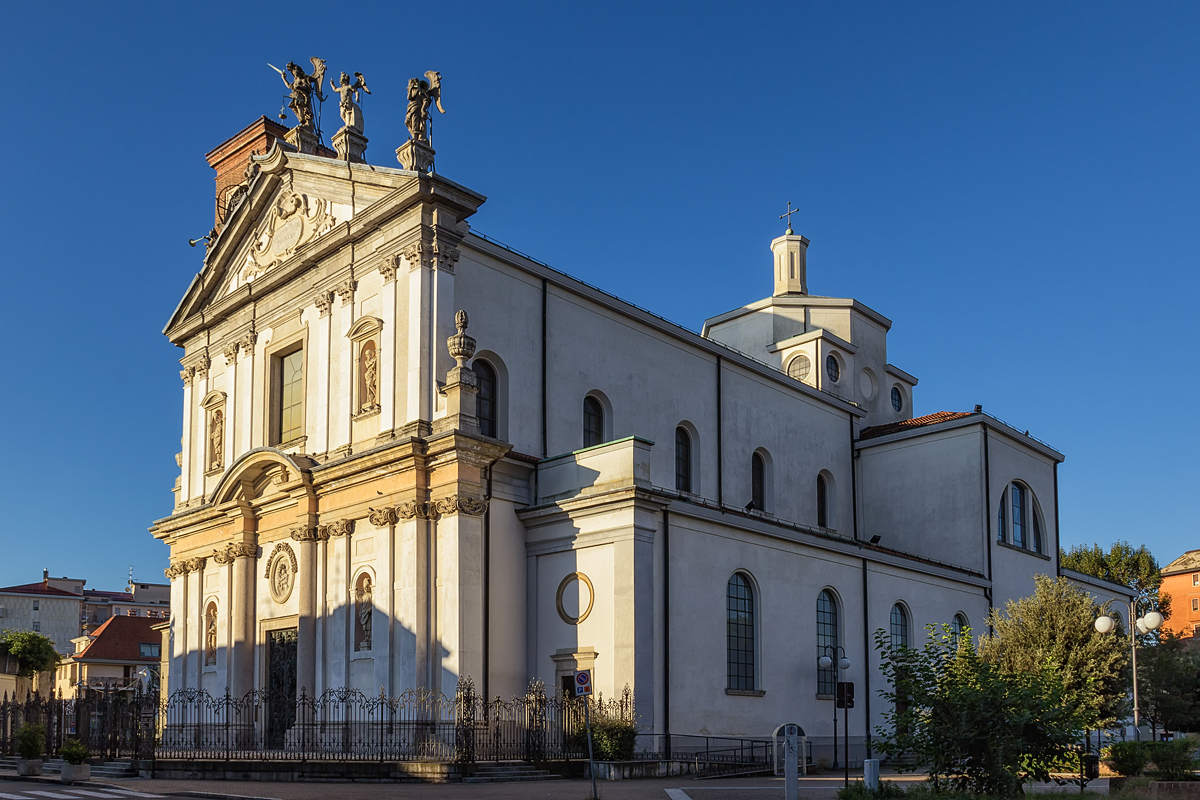
Propsteikirche San Michele Arcangelo
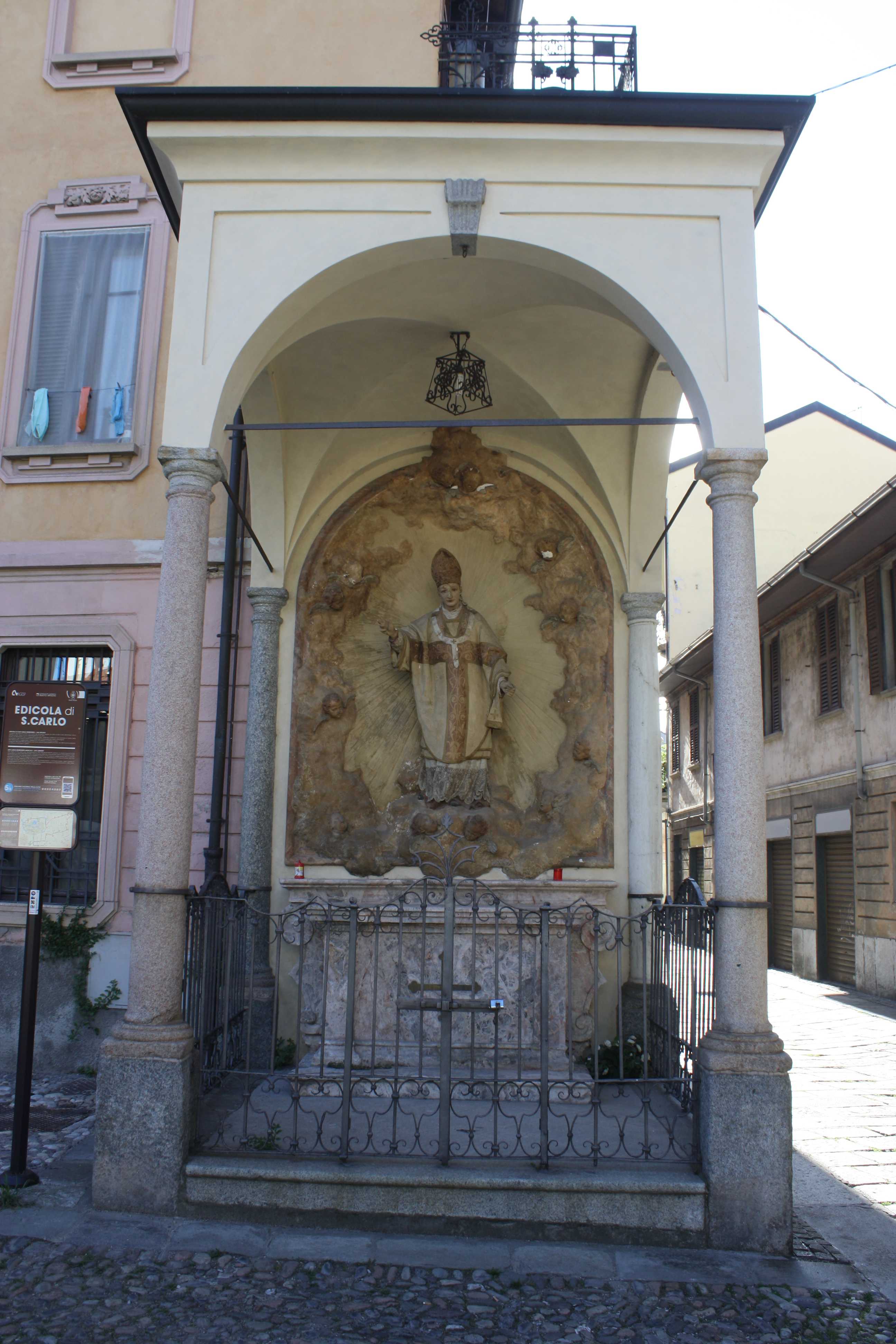
Betkapelle San Carlo Borromeo
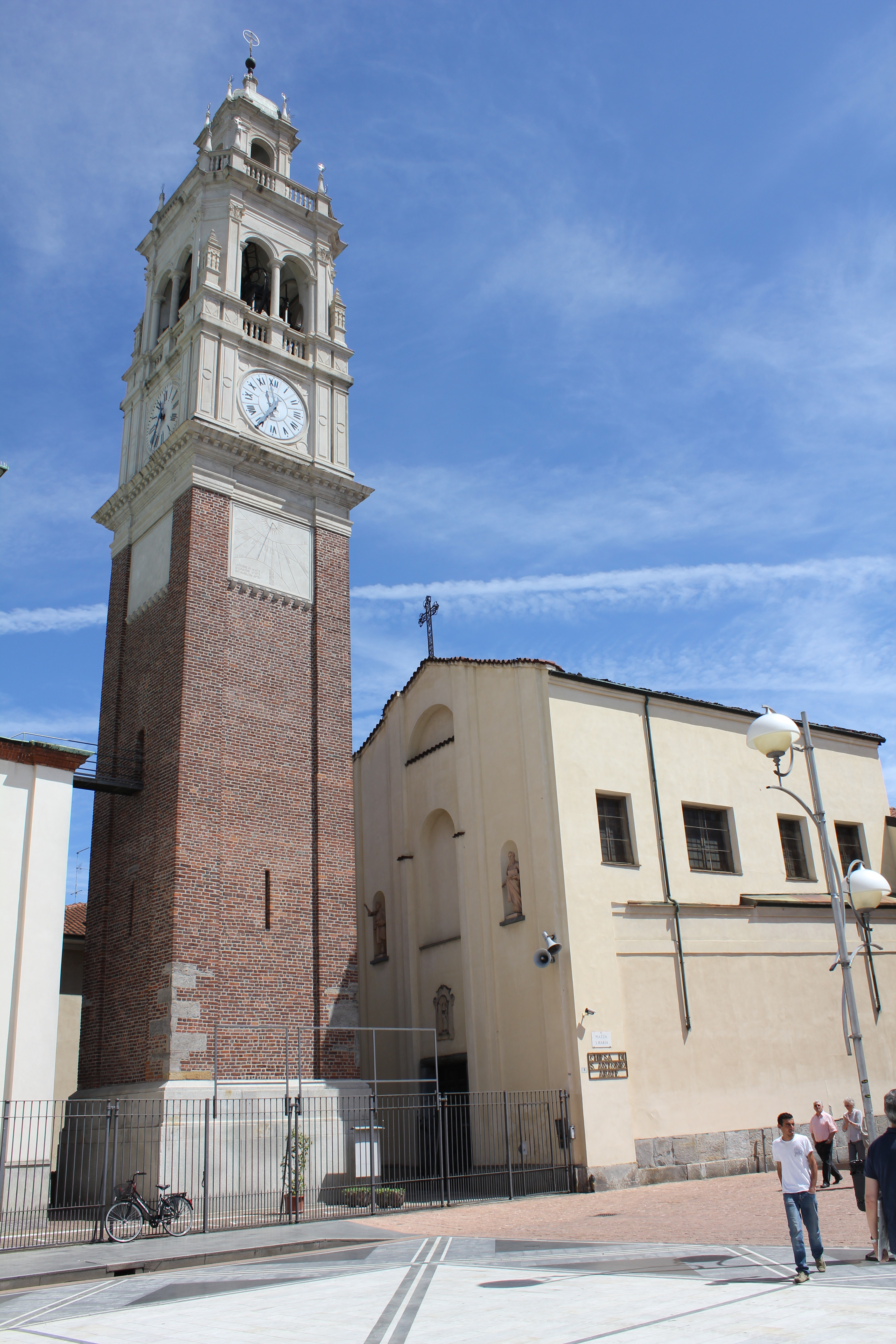
Kirche Sant’Antonio abate
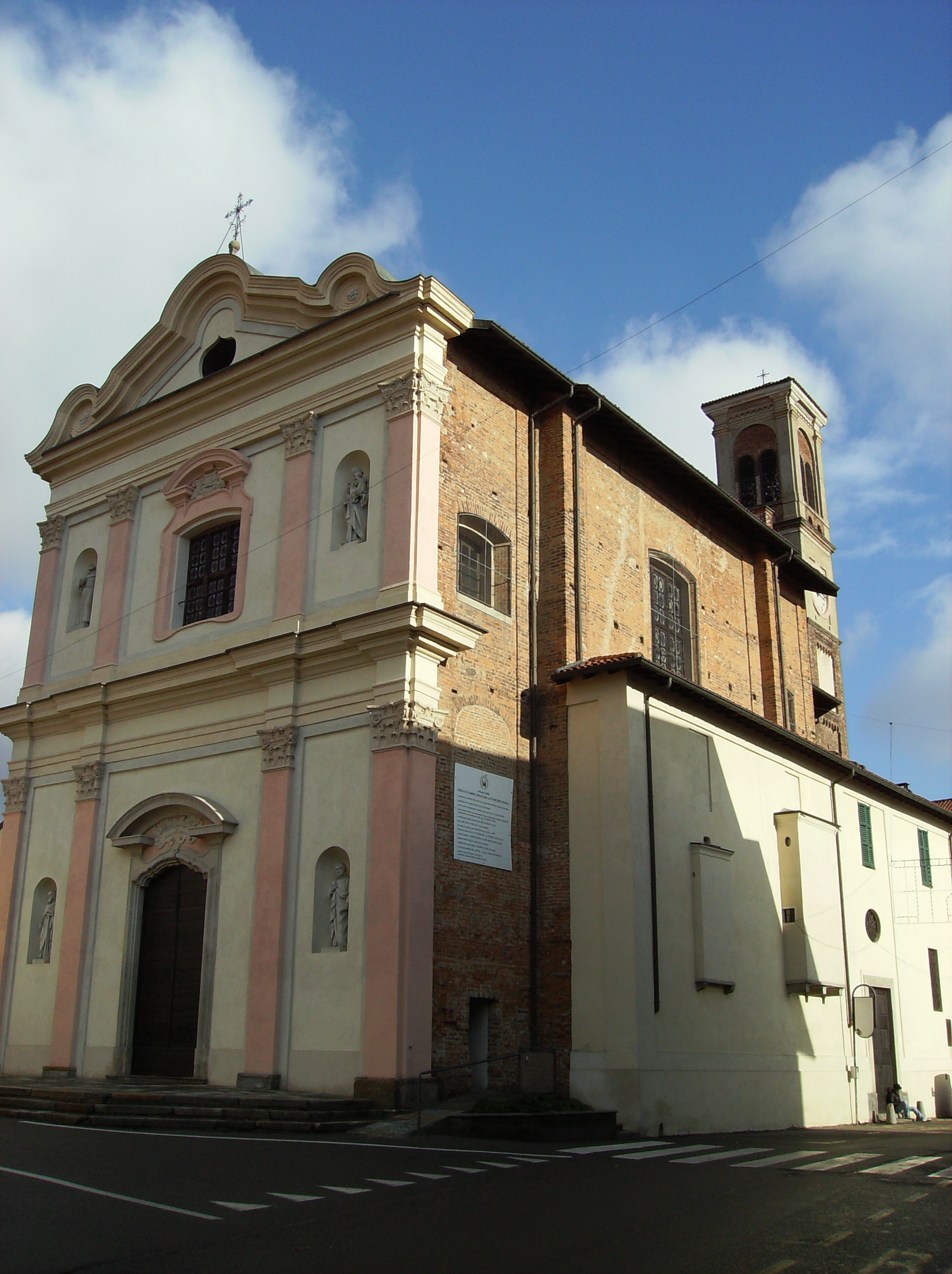
Chiesa vecchia im Ortsteil Sacconago
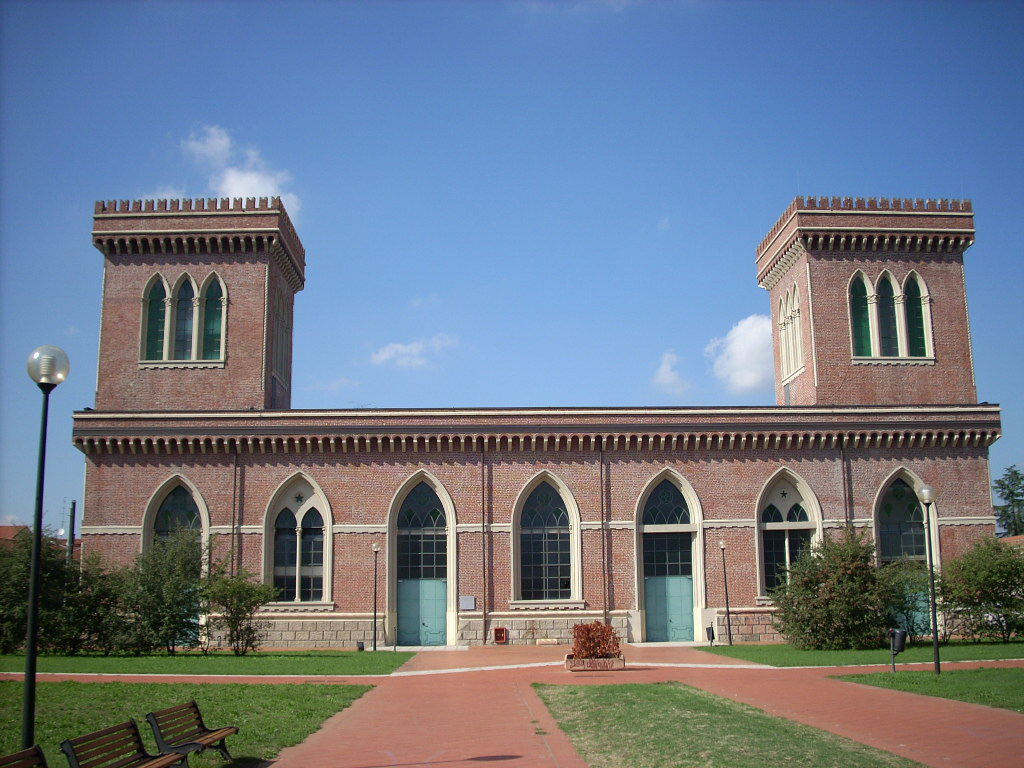
Museo del tessile